# Gare de Montgat
La gare de Montgat est une gare ferroviaire espagnole appartenant à ADIF située dans la commune de Montgat, dans la comarque du Maresme. La gare est située sur la ligne de Barcelone à Maçanet-Massanes et des trains de la ligne R1 des Rodalies de Barcelone, opérés par la Renfe s'y arrêtent.

## Situation ferroviaire
Établie à 7,8 mètres d'altitude, la gare de Montgat est située au point kilométrique (PK) 11,5 de la ligne de Barcelone à Maçanet-Massanes.

## Histoire

### Première gare
La gare de Montgat est mise en service le 28 octobre 1848, lors de l'inauguration et la mise en service de la ligne du chemin de fer Barcelone à Mataró. . Située aux Mallorcines, elle dispose d'un petit bâtiment, proportionnée au nombre d'habitants de ce qui n'est alors qu'un petit village des pêcheurs avec pour seul autre activité un four à chaux. Pendant des années, le transit par cette gare est très faible.
Ce n'est qu'en 1899 que les habitants du village voisin de Tiana réclament dans un courrier une amélioration des installations de la gare. Ce projet ce concrétise en 1902, avec l'approbation du projet.

### Seconde gare
Le nouveau bâtiment est construit à proximité de celui d'origine, en direction du tunnel et de Barcelone. Le bâtiment est d'un style contemporain de l'époque, comme ceux des gares de Badalona et de Mataron. Il est alors situé à proximité du bâtiment pour les marchandises. Le centre du village de Tiana est desservi par un véhicule de grande capacité.
Quelques années plus tard, la gare dispose de cinq voies en plus des deux de la ligne. Pour gérer ces voies il y a 18 appareils de voies, un poste d'aiguillage et des signaux mécaniques pour la sécurité. Ce dispositif était utilisé pour la gestion des wagons de marchandises.
En 2016, 600 000 passagers ont transité dans cette gare.

## Service des voyageurs

### Accueil
La gare dispose de deux quais latéraux, équipés avec des abris.

### Desserte

Installations
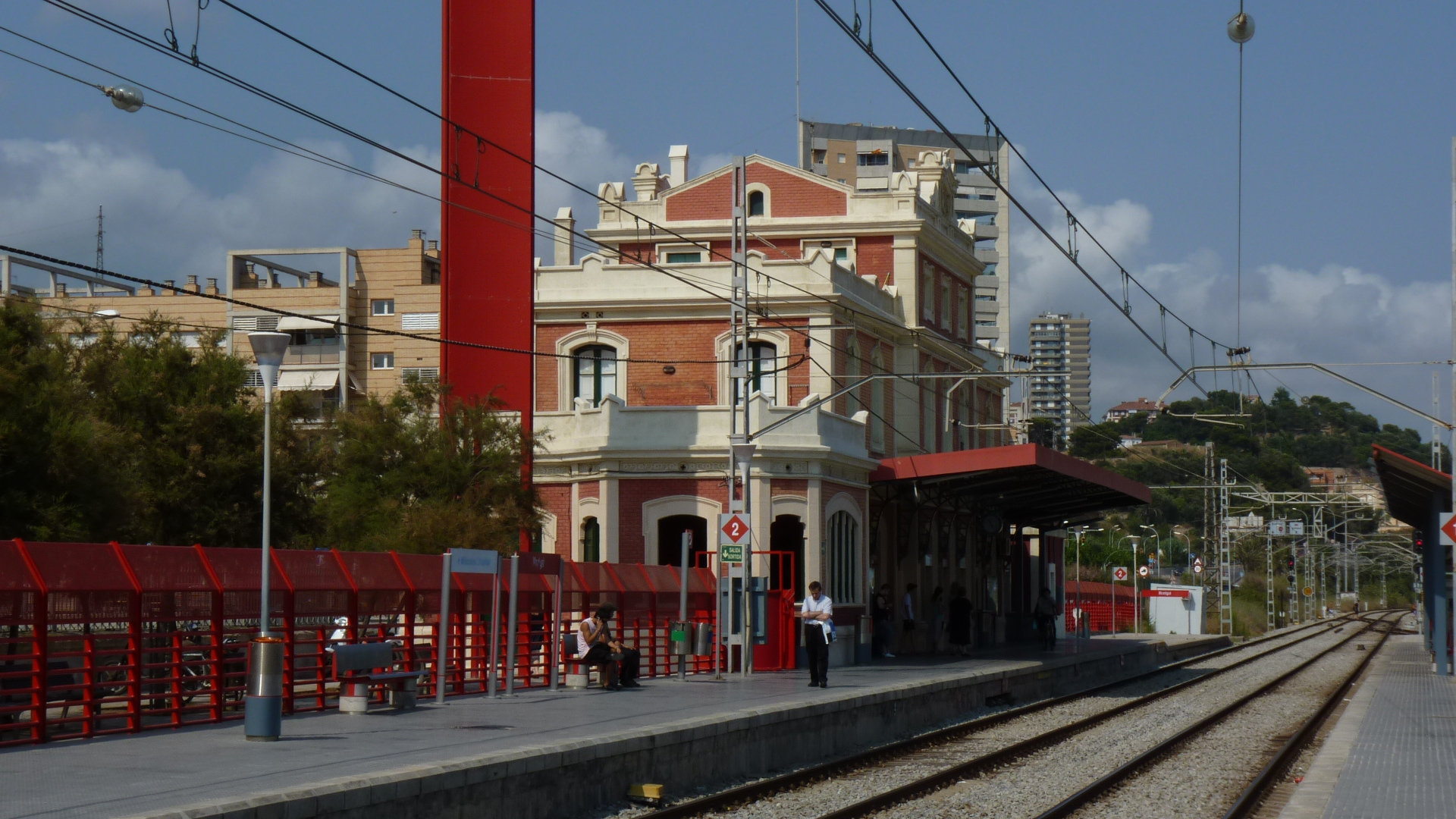
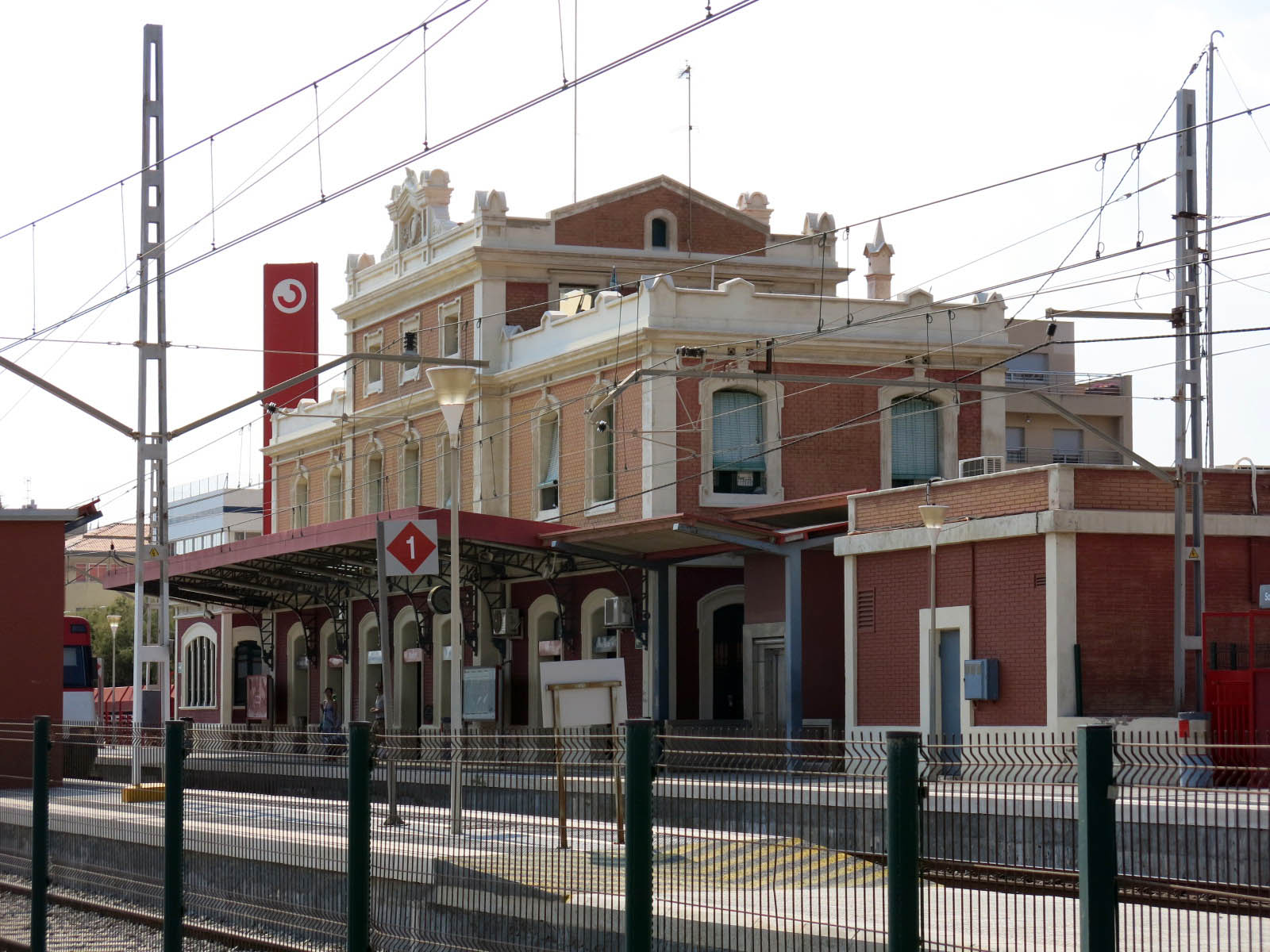
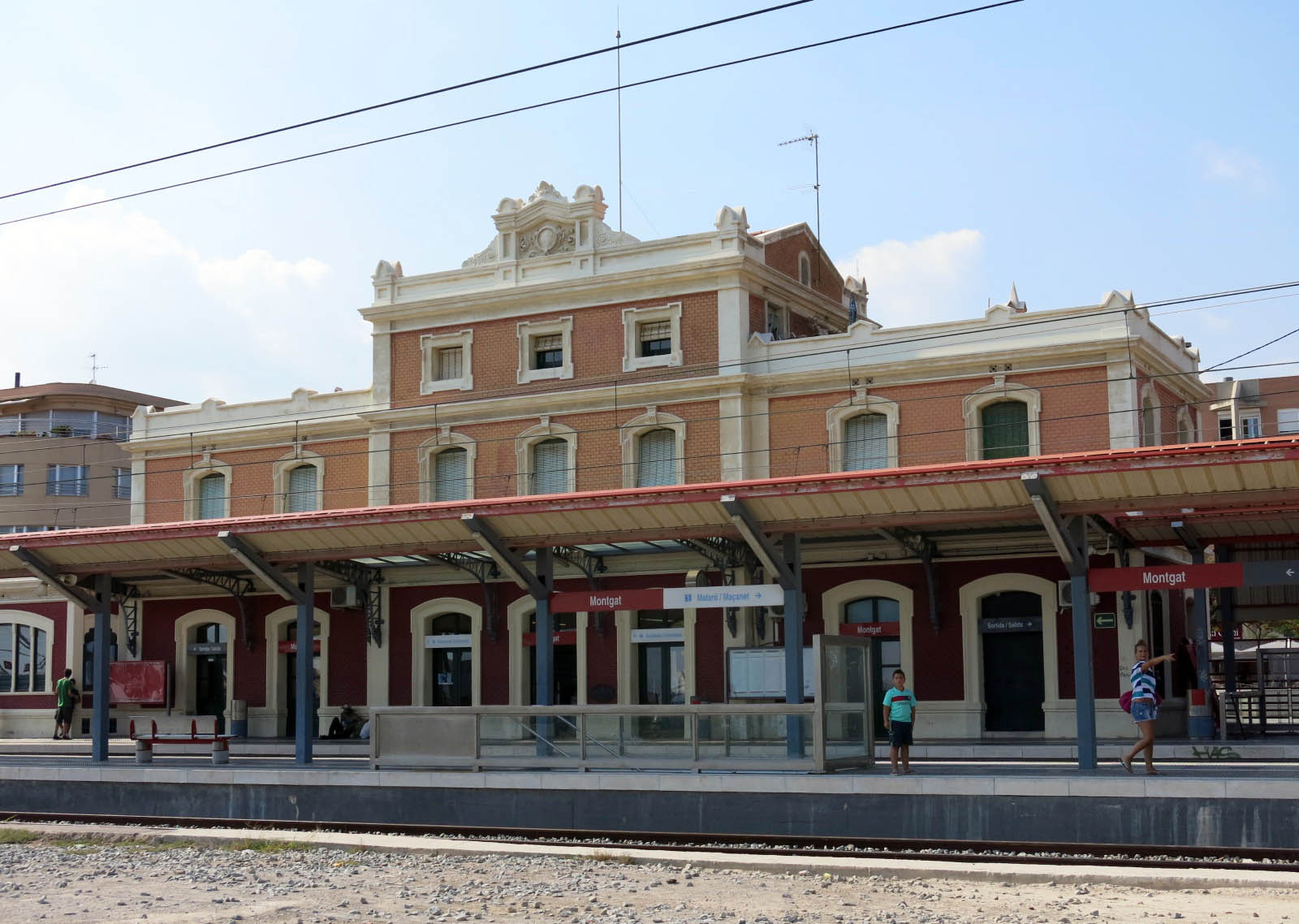

## Patrimoine ferroviaire
Le second bâtiment, construit au début des années 1900, est rectangulaire éclectique, à trois entrée, dont le corps central est plus élevé que les latéraux et qui se composent d’un rez-de-chaussée et d’un étage. Cette gare suit le même schéma que la majorité des gares construites à cette époque.